# Antonio Duprat
Antonio Duprat, o anche du Prat (Issoire, 17 gennaio 1463 – Nantouillet, 9 luglio 1535), fu un nobile francese, signore di Nantouillet, Conte di Valtellina e del ducato di Milano, cancelliere di Francia e cancelliere di Bretagna. Rimasto vedovo si dedicò agli studi ecclesiastici divenendo prete, poi vescovo ed infine cardinale.
Era figlio di Antonio Duprat, console di Issoire in Alvernia (Francia), e di Jacqueline Bohier. Il cardinale Antoine Bohier du Prat era suo cugino.

## Biografia
Era presidente del Parlamento di Parigi (nominato l'8 febbraio 1508) quando Luisa di Savoia gli affidò l'educazione del figlio Francesco duca d'Angoulême (che diverrà re di Francia con il nome di Francesco I), il quale, salito al trono nel 1515, lo nominò cancelliere di Francia.
Egli aveva redatto la  Coutume d'Auvergne,  raccolta delle leggi civili dell'Alvernia.
Seguì in Italia il re e dopo la battaglia di Marignano negoziò con Papa Leone X, per conto del re, il concordato di Bologna (1516), con il quale il papa rinunciava ai territori di Parma e Piacenza in favore dei francesi e Francesco I revocava la Prammatica Sanzione di Bourges, proclamata circa ottant'antanni prima da Carlo VII di Francia, attenuando così l'indipendenza della Chiesa francese dalla Santa Sede (Gallicanesimo). Il concordato fu ratificato dal Parlamento di Parigi fra roventi polemiche, essendo ad esso contrari la corte, alcune Università e parte del clero francese. Il cancelliere divenne così oggetto di odio diffuso, che aumentò quando, per finanziare i costi della guerra contro Carlo V, egli creò e vendette numerose cariche e pose a carico del clero contributi in denaro.
Nel 1519, alla morte di Filippo di Montauban, cumulò la carica di cancelliere di Francia con quella di cancelliere di Bretagna.
Durante il periodo di assenza e cattività di Francesco I Antonio Duprat acquisì un enorme credito: la reggenza del regno fu tenuta dalla regina Luisa di Savoia, che governava solo seguendo i di lui consigli ed il re, appena rientrato in Francia, annullò un provvedimento che il Parlamento francese aveva emesso contro di lui.
Duprat, rimasto vedovo, nel 1517 venne ordinato sacerdote, nel 1522 fu consacrato vescovo e gli fu assegnata la diocesi di Valence che tuttavia tenne per meno di un anno. Nel 1525 divenne  arcivescovo di Sens e due anni dopo, nel concistoro del 21 novembre papa Clemente VII lo nominò cardinale - presbitero con il titolo di Sant'Anastasia. Nel 1528 divenne anche Amministratore apostolico dell'arcidiocesi di Albi. Nel 1530 fu nominato legato pontificio in Francia.
Egli ebbe un ruolo di primo piano nella controversia fra Enrico VIII d'Inghilterra ed il papato per la questione relativa al divorzio, voluto dal re inglese, dalla moglie Caterina d'Aragona. Duprat assunse un atteggiamento opposto a quello di papa Clemente VII in merito, scrivendogli una lettera nel gennaio 1532, con la quale poneva in evidenza i rischi che avrebbe comportato il diniego dell'autorizzazione pontificia al divorzio. Tuttavia, non volendo porre a rischio il concordato fra Santa Sede e Regno di Francia, desistette dall'insistere nella sua tesi.
Non partecipò al conclave del 1534 che elesse papa Paolo III (dopo la morte di Clemente VII egli aveva chiesto il sostegno di Francesco I alla sua candidatura a papa, ma il re di Francia gliela negò).
Un suo pronipote, marchese Duprat, ne scrisse la biografia nel 1857.
Lo storico francese Gabriel Hanotaux, nell'introduzione alla sua Recueil des instructions,  definisce il Duprat:
(Gabriel Hanotaux)